# Rešetarevo
Rešetarevo – wieś w Chorwacji, w żupanii karlowackiej, w gminie Netretić. W 2011 roku liczyła 42 mieszkańców.